# Rosensnultra
Rosensnultra (Lappanella fasciata) är en fiskart som först beskrevs av Cocco, 1833.  Rosensnultra ingår i släktet Lappanella och familjen läppfiskar. IUCN kategoriserar arten globalt som livskraftig. Inga underarter finns listade i Catalogue of Life.